# 's-Heer Abtskerke
's-Heer Abtskerke (en zélandais : Sgrabbekerke) est un petit village de la commune néerlandaise de Borsele, dans la province de Zélande. Le village compte 535 habitants (2008).
Le village se situe dans la réserve naturelle de Poel (« la Mare »).
L'origine du toponyme est à chercher du côté des abbés (abt(en) en néerlandais) de l'abbaye de Middelbourg : au XIIIe siècle, Thierry VII, comte de Hollande, a donné le territoire à l'abbaye qui y a fait édifier une chapelle, annonciatrice de l'église actuelle. Comme dans de nombreux endroits, l'église est au centre du village : datant du XVe siècle, elle est de style gothique.
En 1816, la commune de Sinoutskerke en Baarsdorp a été réunie à 's-Heer Abtskerke.

## Source
- (nl) Cet article est partiellement ou en totalité issu de l’article de Wikipédia en néerlandais intitulé « 's-Heer Abtskerke » (voir la liste des auteurs).